# Somerset County, Pennsylvania
Somerset County är ett county i delstaten Pennsylvania i USA. År 2010 uppgick befolkningen till 77 742 personer. Den administrativa huvudorten (county seat) är Somerset. 
Det var i staden Shanksville i detta county som United Airlines Flight 93 havererade under 11 september-attackerna.

## Politik
Somerset County tenderar att rösta på republikanerna i politiska val.
Republikanernas kandidat har vunnit rösterna i countyt i samtliga presidentval sedan valet 1916, utom valet 1964 då demokraternas kandidat vann countyt. I valet 2016 vann republikanernas kandidat med 75,9 procent av rösterna mot 20,5 för demokraternas kandidat. Detta var den största segern i countyt för en kandidat sedan valet 1928.

## Geografi
Enligt United States Census Bureau har countyt en total area på 2 800 km². 2 783 km² av den arean är land och 17 km² är vatten. 

### Angränsande countyn
- Cambria County - nord
- Bedford County - öst
- Allegany County, Maryland - sydost
- Garrett County, Maryland - sydväst

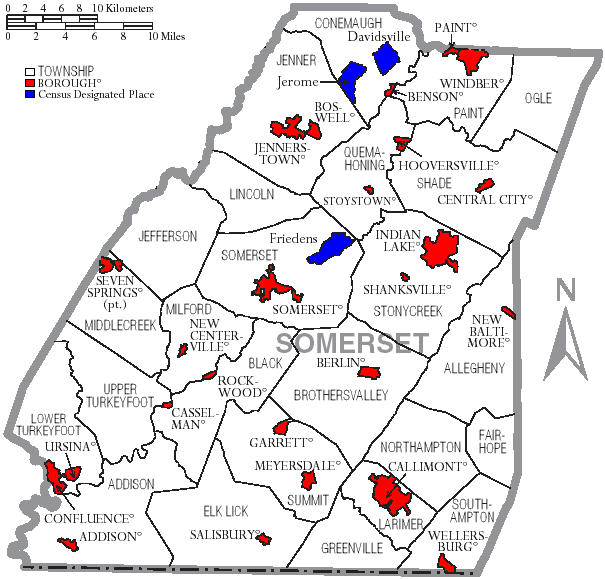
Karta över Somerset County, Pennsylvania

- Fayette County - väst
- Westmoreland County - nordväst